# Метер (Џорџија)
Метер (Џорџија) (енгл. Metter) град је у америчкој савезној држави Џорџија. По попису становништва из 2010. у њему је живело 4.130 становника.

## Демографија
Према попису становништва из 2010. у граду је живело 4.130 становника, што је 251 (6,5%) становника више него 2000. године.
| Група             | 2000.         | 2010.         |
| Белци             | 2.059 (53,1%) | 2.145 (51,9%) |
| Афроамериканци    | 1.590 (41,0%) | 1.575 (38,1%) |
| Азијати           | 17 (0,4%)     | 49 (1,2%)     |
| Хиспаноамериканци | 204 (5,3%)    | 339 (8,2%)    |
| Укупно            | 3.879         | 4.130         |